# Österreichische Verkehrswissenschaftliche Gesellschaft
Die Österreichische Verkehrswissenschaftliche Gesellschaft (ÖVG) mit Sitz in Wien wurde 1926 gegründet. Mitglieder der ÖVG sind Unternehmen und Institutionen aus allen Bereichen des österreichischen Verkehrswesens und der Verkehrsforschung sowie Einzelpersonen mit verkehrswissenschaftlichen Interesse.

## Zweck
Im Mittelpunkt der Aufgaben des ÖVG steht die Vertretung von Anliegen der Mitglieder in der öffentlichen Meinungsbildung sowie der Dialog zwischen Wissenschaft und Praxis, d. h. die
Herstellung von Kommunikation mit Universitäten, Fachhochschulen, Verbänden im universitären Bereich sowie mit öffentlichen und privaten Einrichtungen. Dies wird gewährleistete durch Kontakte zu Unternehmungen (Firmenbesuche, Betriebsbesichtigungen), Organisation von Vortragsveranstaltungen zur Weiterbildung der Mitglieder, Abhalten von gesellschaftlichen Veranstaltungen sowie die Einrichtung von Arbeitskreisen mit ausgewiesenen Experten, welche sich mit aktuellen Entwicklungen in ihrem Fachgebiet beschäftigen und die so entstehenden Erkenntnisse dem interessierten Publikum zugänglich machen.

## Geschichte

### 1926 bis 1938
Die ÖVG wurde am 12. Jänner 1926 von Franz Dörfel, um der Verkehrswissenschaft eine wirtschaftswissenschaftliche Ausrichtung zu geben, eine verkehrswissenschaftliche Gesellschaft gegründet. Franz Dörfel war Institutsvorstand für Verkehrs- und Sicherungswesen an der damaligen Hochschule für Welthandel (heutige Wirtschaftsuniversität Wien). Er wurde von Josef Reif unterstützt, der Tarifkonsulent und Beauftragter der Deutschen Reichsbahngesellschaft war. Das Hauptziel des Vereins war es, ein Zusammentreffen von Akademikern und Leuten aus der Wirtschaft zu ermöglichen. Das zweite Ziel des Vereins war die wissenschaftliche Recherche.
Die Themen der ÖVG beschäftigten sich damals hauptsächlich mit den Tarifen für die Bahn, dem zivilen Flugverkehr und den Seetransportwegen. Weitere Interessen des Vereins waren die Bahnregulierungen und die Abkommen zwischen Straße und Schiene. Die erste internationale Verbindung des Vereins wurde mit dem Institut für Verkehrs- und Versicherungswesen in Köln geschaffen. Anschließend wurden Studentenbesuche organisiert. So fand beispielsweise eine Kurzreise zur Besichtigung der Häfen an der Nordsee in Bremen und Hamburg statt.
Es kam auch zur Bildung eines Forschungsinstitutes für den Fremdenverkehr. Interessante Studienreisen führten nach Giurgiu, Bukarest, Constanța, Istanbul, Smyrna, Venedig, Triest, Amsterdam, Rotterdam, zu den Rhein- und Mainhäfen, nach Split, Sušak, Florenz, Genua und Mailand. Im Jahr 1928 hatte der Verein bereits 287 Mitglieder.
Die erste große Veranstaltung, die sogenannte „Woche der Verkehrswissenschaft“, fand 1929 in Wien statt. Hierbei wurden Fragen in Bezug auf die Eisenbahn diskutiert, unter anderem die Beziehung zwischen Politik und Eisenbahn. Auch Mitarbeiter der Staatsbahnen aus den angrenzenden Nachbarländern nahmen an der „Woche der Verkehrswissenschaft“ teil. Im Jahr 1932 veröffentlichte der Verein seine eigene Zeitschrift, das sogenannte „Wirtschaftsjournal“. Ein Jahr später gründete der Verein sein eigenes Institut für Fremdenverkehrsforschung an der Hochschule für Welthandel. Auf eine Periode des Aufstiegs folgte, als im Jahre 1938 die Gesellschaft zwangsweise in der Deutschen Wissenschaftlichen Vereinigung für Verkehrswesen aufging, eine solche des Stillstands.

### 1945 bis 1969
Nach dem Krieg war Franz Dörfel derjenige, der am 8. August 1945 die erste Versammlung einberief und die Aktivitäten wieder aufnahm. Er hatte auf die Notwendigkeit hingewiesen, die Österreichische Verkehrswissenschaftliche Gesellschaft als ein Sprachrohr für Theorie und Praxis des Verkehrswesens für den Wiederaufbau des Verkehrs im neuen Österreich zu reaktivieren. Dieser einstimmig angenommene Vorschlag wurde bei der am 30. April 1946 stattgefundenen Hauptversammlung bestätigt.
Im Jahr 1946 organisierte der Verein wieder die „Internationale Woche der Verkehrswissenschaft“. Zu diesem Zeitpunkt waren bereits Akademiker der alliierten Streitkräfte aktive Mitglieder der ÖVG. Die Zeitschrift „Verkehr“ übernahm die Vereinszeitschrift der ÖVG. Im Jahr 1946 gründete der Verein einen Arbeitsausschuss für zollfreie Waren in Österreich, der nachhaltige Resultate im Bereich der Regulierungen und der Lagerung brachte. Im selben Jahr wurde ein „Workshop“ für die Vermessung im Bahnbereich und Kurse für Mitarbeiter der Bahn veranstaltet. Im Jahr 1950 beanspruchte der Verein finanzielle Unterstützung. Da Franz Dörfel im Jahre 1950 an der Hochschule für Welthandel emeritierte, war im Präsidium der ÖVG 1951 eine Neuwahl erforderlich. Franz Dörfels Nachfolger als Präsident wurde Maximilian Schantl, der im Zeitraum von 1955 bis 1969 ÖBB-Generaldirektor war. Die „fünfte Woche der Verkehrswissenschaft“ fand 1952 statt. Hier hielten Experten aus Österreich und dem Ausland Vorträge zum Thema „Verkehrsprobleme von heute“. Alle Berichte wurden in der Zeitschrift „Verkehr“ publiziert.
Im Jahr 1954 wurde ein Kongress anlässlich des 100. Geburtstags der Semmeringbahn organisiert. Ein wichtiges Ereignis für die ÖVG, die eine wichtige Rolle dabei spielte. Die internationalen Beziehungen mit den Universitäten von Triest, Dresden und Žilina wurden gestärkt.
Mit der Gründung der Landesstelle Oberösterreich im Jahre 1952 wurde ein Schritt in der Richtung getan, die Tätigkeit der Gesellschaft auf eine breitere Grundlage zu stellen. Schon ein Jahr später erfolgte die Konstituierung der Landesstelle Steiermark, 1954 entstand die Landesstelle Tirol und 1955 eine solche in Salzburg. Im gleichen Jahre wurde in Kärnten eine Landesstelle gegründet, und das Jahr 1961 sah die Entstehung einer Landesstelle in Vorarlberg. Im Jahre 1960 überstieg die Mitgliederzahl der ÖVG bereits die 1000er-Marke.
Anschließend wurden regionale Vereinsgruppen in die Bundesländer verlegt und immer mehr wissenschaftliche Arbeitskreise begannen mit ihren wissenschaftlichen Recherchen.

### 1969 bis heute
Im Jahre 1969 bekamen die Arbeitskreise neue Impulse, als die Arbeitsausschüsse für Verkehrsrecht (1969), Eisenbahntechnik (1971) und für Betriebswirtschaft des Verkehrswesens (1973) gegründet wurden.
Im Jahre 1971 fand die erste internationale eisenbahntechnische Veranstaltung statt, die sich alle zwei Jahre wiederholte. Hierbei nahmen 170 Bahnexperten aus 21 Ländern weltweit teil. Herwig Rauchbauer, stellvertretender Generaldirektor der ÖBB, war verantwortlich für diese Veranstaltungen. Sein Nachfolger hieß Roman Jaworski, der ebenfalls Stellvertretender Generaldirektor der ÖBB war. Ihm folgte Gérard Presle als Direktor dieser Veranstaltung.

## Strukturen

### Präsidium
- Präsident: Andreas Matthä[5], Vorstandsvorsitzender (CEO) ÖBB-Holding AG
- Vizepräsidentin: Silvia Angelo[6], Vorstandsmitglied der ÖBB-Infrastruktur AG
- Vizepräsidentin: Barbara Auracher-Jäger
- Vizepräsident: Hartwig Hufnagl,[7] Vorstand ASFINAG
- Vizepräsident: Alexander Biach[8], Vorstandsvorsitzender des Hauptverbandes der österreichischen Sozialversicherungsträger.
- Vizepräsident: Christian Domany
- Vizepräsident: Günter Steinbauer[9], Vorsitzender der Geschäftsführung der Wiener Linien
- Wissenschaftlicher Leiter: Norbert Ostermann
- Schatzmeister: Karl-Eric Pumper
- Schriftführer: Andreas Oberhauser

### Kuratorium der ÖVG
- Vorsitzender des Kuratoriums: Johann Dumser

### Generalsekretariat
(Quelle: )
- Generalsekretärin: Renée Ramdohr
- Stv. Generalsekretärin: Florian Polterauer
- Stv. Generalsekretär: Karl Johann Hartig

### ÖVG GmbH
Im Juni 2009 erfolgte die offizielle Errichtung der ÖVG GmbH. Das Konzept für die Ausrichtung in Zusammenarbeit mit Juristen und Steuerberatern sowie die Funktion des Geschäftsführers übernahm Helmut Pripfl. Die Tätigkeiten der Geschäftsführung überwachte von Anfang an bis heute der Beirat unter der Leitung eines Vizepräsidenten. Nachdem Helmut Pripfl die ÖVG-GmbH in der Startup-Phase begleitete, folgten in kurzer Abfolge weitere Geschäftsführerinnen (siehe unten).
- Geschäftsführerin: Renée Ramdohr[10]

### Junge ÖVG
Zur Förderung des wissenschaftlichen Nachwuchses wurde aus dem Arbeitskreis SCIENTIFIC NETWORK (SciNet) 2011 die „Junge ÖVG“ eingerichtet. Diese Plattform befasst sich unter anderem mit verkehrswissenschaftlichen Entwicklungen sowie Fragen der Aus- und Weiterbildung. Sie fördert den Wissenstransfer unter den jungen Mitgliedern (unter 40 Jahren).
- Leiter Junge ÖVG: Florian Polterauer

### Landesgruppen
Die Österreichische Verkehrswissenschaftliche Gesellschaft ist föderal in folgenden Landesgruppen organisiert.
Landesstellenleiter (Mitglied des Vorstandes)
- Landesstelle Burgenland: Arnold Schweifer
- Landesstelle Kärnten: Gerald Zwittnig
- Landesstelle Niederösterreich: Friedrich Zibuschka
- Landesstelle Oberösterreich: Albert Waldhör
- Landesstelle Salzburg: Stefan Knittel
- Landesstelle Steiermark: Peter Veit
- Landesstelle Tirol: Markus Mailer
- Landesstelle Vorarlberg: Hubert Rhomberg
- Landesstelle Wien: Doris Pulker-Rohrhofer

## Übersichten früherer Funktionsträger

### Ehrenmitglieder
- Peter Faller (* 1932), emeritierter Universitätsprofessor für Verkehrswirtschaft an der WU Wien, ist seit 2005 Ehrenpräsident der ÖVG.[11] Der aus Baden-Württemberg stammende Hochschullehrer war bereits im Jahre 1974 Vorstandsmitglied, 1980 wurde er Vizepräsident, 1986 wurde er wissenschaftlicher Leiter und 1990 wurde er zum Präsidenten und wissenschaftlichen Leiter ernannt.
- Peter Klugar wurde 2019 zum Ehrenpräsidenten ernannt: Er ist seit 1995 Mitglied der ÖVG und wurde 2008 in seiner damaligen Funktion als Vorstandsvorsitzender der ÖBB zu ihrem Präsidenten gewählt. Unter seiner Führung erhöhte sich die Mitgliederzahl um fast 20 % auf 700 und die finanzielle Situation gefestigt.[12]

### Frühere Funktionäre
Präsidenten:
- 1926 bis 1951 Franz Dörfel
- 1951 bis 1972 Maximilian Schantl
- 1972 bis 1977 Arnold Friesz
- 1977 bis 1980 Ludwig Weiß
- 1980 bis 1990 Karl Halbmayer
- 1990 bis 2005 Peter Faller
- 2005 bis 2008 Wilhelmine Goldmann
- 2008 bis 2019 Peter Klugar

Wissenschaftlicher Leiter:
- 1986 bis 2003 Peter Faller
- 2003 bis 2014 Sebastian Kummer

Generalsekretäre:
- 2003 bis 2008 Helmut Pripfl, Gerhard Gürtlich
- 2008 bis 2010 Peter Kudlicza, Gerhard Gürtlich
- 2010 bis 2014 Veronika Kessler, Heinz H. Butz, Gerhard Gürtlich
- 2017 bis 2020 Veronika Kessler, Heinz H. Butz, Gerhard Gürtlich, Eva Hackl, Karl-Johann Hartig

Geschäftsführer der ÖVG GmbH
- Juni 2009 bis September 2009: Helmut Pripfl
- Oktober 2009 bis Februar 2010: Bea Winger
- März 2010 bis Jänner 2011: Verena Abu-Dayeh
- Februar 2011 bis Oktober 2023: Thomas Kratochvil

Leiter Junge ÖVG
- 2011 bis 2015: Elmar Fürst
- 2015 bis 2024: Florian Polterauer